# Andy Messerli
Andy Messerli (ur. 7 kwietnia 1971 r.) – szwajcarski narciarz, specjalista narciarstwa dowolnego. Najlepszy wynik na mistrzostwach świata osiągnął podczas mistrzostw w La Clusaz, gdzie zajął 12. miejsce w skokach akrobatycznych. Nigdy nie startował na igrzyskach olimpijskich. Najlepsze wyniki w Pucharze Świata osiągnął w sezonie 1996/1997, kiedy to zajął 38. miejsce w klasyfikacji generalnej.
W 1998 r. zakończył karierę.

## Sukcesy

### Mistrzostwa Świata
| Miejsce | Dzień     | Rok  | Miejscowość | Konkurencja        | Zwycięzca         |
| ------- | --------- | ---- | ----------- | ------------------ | ----------------- |
| 12.     | 19 lutego | 1995 | La Clusaz   | Skoki akrobatyczne | Trace Worthington |
| 21.     | 9 lutego  | 1997 | Iizuna      | Skoki akrobatyczne | Nicolas Fontaine  |

#### Miejsca w klasyfikacji generalnej
- 1993/1994 – 65.
- 1994/1995 – 54.
- 1995/1996 – 71.
- 1996/1997 – 38.
- 1997/1998 – 117.

#### Miejsca na podium
1. Hasliberg – 2 marca 1997 (Skoki akrobatyczne) – 2. miejsce